# Скривена камера (роман)
Скривена камера (мкд. Скриена камера) је роман македонске књижевнице Лидије Димковске (мкд. Лидија Димковска) објављен 2014. године. Српско издање књиге објавила је издавачка кућа Агора 2016. године у преводу Уроша Пајића.

## О аутору
Лидија Димковска, песникиња, прозна књижевница и преводилац, рођена је 1971. фодине у Скопљу. Докторирала је румунску књижевност на Факултету у Букурешту. Тренутно живи у Љубљани као слободни уметник. Објавила је шест песничких збирки, три романа: Резервни живот (Резервен живот, 2012), Скривена камера (Скриена Камера, 2014) и Но-Уи (2016), дневник (Отаде Л., 2017) и збирку кратких прича Како смо напустили Карла Лиебкнехта (Кога заминав од Карл Либкнехт, 2019).
Саставила је и уредила антологију младе македонске поезије, антологију савремене словеначке поезије на македонском језику и антологију књижевности мањина и емиграната у Словенији.

## О књизи
Скривена камера је први роман Лидије Димковске.
Јунаци романа Скривена камера су три уметника: Лила, књижевница из Македоније, Едлира, Албанка која се бави фотографијом, и Џозеф, музичар из Пакистана. Ова тројка се упознаје у Бечу где бораве у истом стану као стипендисти. Иако су припадници различитих положаја, различитих народности, зближавају се и проналазе међусобне сличности. Прича у роману се исприповеда из два угла; први наратор је Лила, а други наратор је минијатурна камера сакривена у њеном ножном прсту. 
Роман Скривена камера је дирљива прича о толеранцији која је исписана у кадровима што хватају догађаје између љубави и смрти. Лидија Димковска верљиво проговара о међуљудским односима, при чему појам Другог дочарава сучељавајући колективно и појединачно.

## Награде
Књига је добила награду Друштва писаца Македоније "Стале Попов" за најбољу прозну књигу.